# ياكوف واللصوص السبعة
ياكوف واللصوص السبعة هو كتاب مصور من تأليف الفنانة الأمريكية مادونا. جرى إصداره في 21 يونيو 2004، من قبل كالاواي للفنون والترفيه وانتشر في أكثر من 110 دولة وبـ 38 لغة مختلفة، بما في ذلك طبعة برايل. يحتوي هذا الكتاب على حكاية أخلاقية مستوحاة من قصة تبلغ من العمر 300 عام للحاخام "بعل شيم توف"، والتي سمعتها مادونا من معلمها الكابالا. تدور أحداث القصة في مدينة صغيرة في أوروبا الشرقية تعود إلى القرن الثامن عشر، وتتحدث القصة عن قدرة الجميع على فتح أبواب الجنة، مهما كان الشخص غير جدير بذلك.
رسم فن الغلاف والصور بالداخل بواسطة الرسام الروسي جينادي سبيرين الذي اختار الرسم الباروكي كمصدر يستوحى منه لرسم الشخصيات والمناظر. ومثلها كمثل مساعيها السابقة، روجت مادونا لإطلاق الكتاب من خلال الظهور في البرامج الحوارية والقراءة للأطفال في مستشفى في لندن. أعطى النقاد مراجعات مختلطة للكتاب، مع مراجعات سلبية في الغالب حول كتابة مادونا لكنهم أثنوا على الرسوم التوضيحية لسبيرين. بعد ثلاثة أسابيع من صدوره، ظهر ياكوف واللصوص السبعة لأول مرة في المركز السابع في قائمة نيويورك تايمز لأفضل الكتب مبيعًا في فئة كتب صور الأطفال.

## ملخص حول ياكوف واللصوص السبعة
يشعر ياكوف الإسكافي وزوجته أولجا بالخوف من موت ابنهما المريض للغاية ميخائيل. يسمعون عن رجل معالج يعيش في آخر منزل في قريتهم ويذهب ياكوف إليه للحصول على التوجيه والنصيحة. يرفض الرجل مال ياكوف، ويوضح بدلاً من ذلك أنه إذا استطاع إنقاذ ابن ياكوف، فإن الإسكافي يمكنه أن يسدد الثمن عن طريق صنع زوج من الأحذية لحفيده.
في اليوم التالي، يزور ياكوف الرجل ليعلم ليخبره أنه عندما صلى، لم تفتح أبواب السماء. ويطلب الإسكافي الحزين منه أن يحاول مرة أخرى. ويطلب المعالج من حفيده الذهاب إلى القرية والبحث عن جميع اللصوص والنشالين والمجرمين وإعادتهم إلى المنزل. كان من بينهم اللصوص فلاديمير الشرير الذي يمكن أن يثني المعادن ويحدث الثقوب في الحجارة، وبوريس القزم حافي القدم الذي خطف حقيبة السيدات المسنات، وإيفان الحارق، وبيترا النشال، وباشا النتنة، وسادكو الأفعى، وإيغور النمر، وكلهم من العاطلين عن العمل.
بتوجيه من الشافي، يركع جميع السارقين ويبدؤون في الصلاة. تحدث معجزة بصلوات الرجال، الذين سبق أن حُرموا من فتح الأبواب، وتساعد على فتح أبواب الجنة وشفاء ابن ياكوف. في اليوم التالي، يأتي ياكوف مع زوج جديد من الأحذية للحفيد ويقول إن ميخائيل على قيد الحياة وبصحة جيدة. إذ كانت صلوات عصابة المحتالين هي التي أحدثت فرقاً.

## النقد
بعد ثلاثة أسابيع من صدوره، ظهر كتاب ياكوف واللصوص السبعة لأول مرة في المركز السابع في قائمة نيويورك تايمز لأفضل الكتب مبيعًا في فئة كتب صور الأطفال. انخفضت المبيعات انخفاضًا حادًا، كما لاحظ إدوارد ويات من صحيفة نيويورك تايمز، ولم يباع منها سوى 27,000 نسخة وفقًا لنيلسن بوكسكان. كان هذا أقل بكثير من 321,000 نسخة بيعت من الورود الإنجليزية و 127,000 نسخة من تفاحات السيد بيبودي.
جاءت مراجعة إيجابية من سجل دي موين مع الناقدة ماريا سوديكوم فيشر في معرض مدحها "قوس الخلاص" من القصة. ولم تجد هيئة الإذاعة البريطانية للأطفال في الكتاب أي "مقتطفات ضعيفة"، وأدرجت مقدمة اللصوص والرسوم التوضيحية كعناصر بارزة. وجد موقع Canada.com أن ياكوف هو الأفضل بين كتب مادونا الثلاثة التي تم إصدارها، حيث شعر بأن "القصة تسير بشكل جيد وتحصل على رسالتها حول الخلاص دون أن تكون موعظة للغاية. كما أنه مكتوب بشكل مناسب لجمهوره المستهدف". كتبت أحد المقالات في مجلة الإيكونوميست أنه لو قام أي مؤلف غير معروف بإطلاق ياكوف واللصوص السبعة، لما حظي هذا الكتاب بقدر كبير من الترويج. وأشار الاستعراض إلى أن الرسالة في القصة كانت متميزة، واصفاً إياها بأنها "رسالة دينية أكثر صراحة مما نصادفه عادة في كتب الأطفال المصورة" ووجد أن الأخلاق هي "كاثوليكية القرون الوسطى البحتة". وأضاف الناقد أنه "على الرغم من كل الارتباك المسكوني، فإن الرسالة قلبية والإلقاء مباشر. تتمتع [مادونا] بأسلوب كتابة مباشر ومفعم -على الأرجح نتيجة خبرة دامت عقدين في كتابة الأغاني».